# Villaverde de Montejo
Villaverde de Montejo ist ein Ort und eine nordspanische Gemeinde (municipio) mit 21 Einwohnern (Stand: 2024) in der Provinz Segovia in der Autonomen Gemeinschaft Kastilien-León.

## Lage und Klima
Die Gemeinde Villaverde de Montejo liegt etwa 59 km (Fahrtstrecke) nordöstlich von Segovia in einer mittleren Höhe von ca. 1055 m. Das Klima ist im Winter rau, im Sommer dagegen gemäßigt bis warm; Regen (ca. 530 mm/Jahr) fällt übers Jahr verteilt.

## Bevölkerungsentwicklung
| Jahr      | 1970 | 1981 | 1991 | 2001 | 2011 | 2021 |
| Einwohner | 170  | 122  | 93   | 56   | 40   | 28   |

## Sehenswürdigkeiten

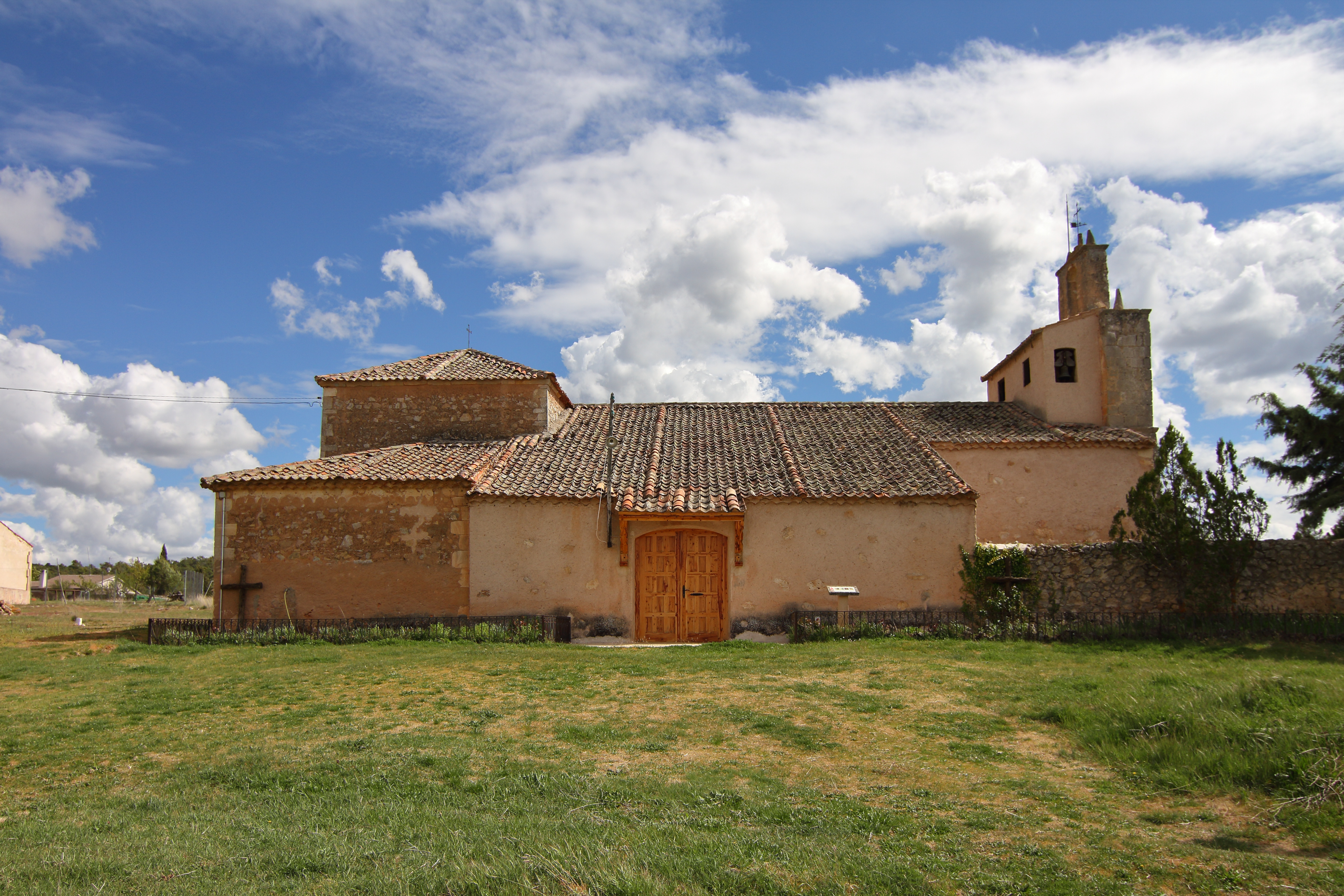
Cäcilienkirche
- Schmiedemuseum
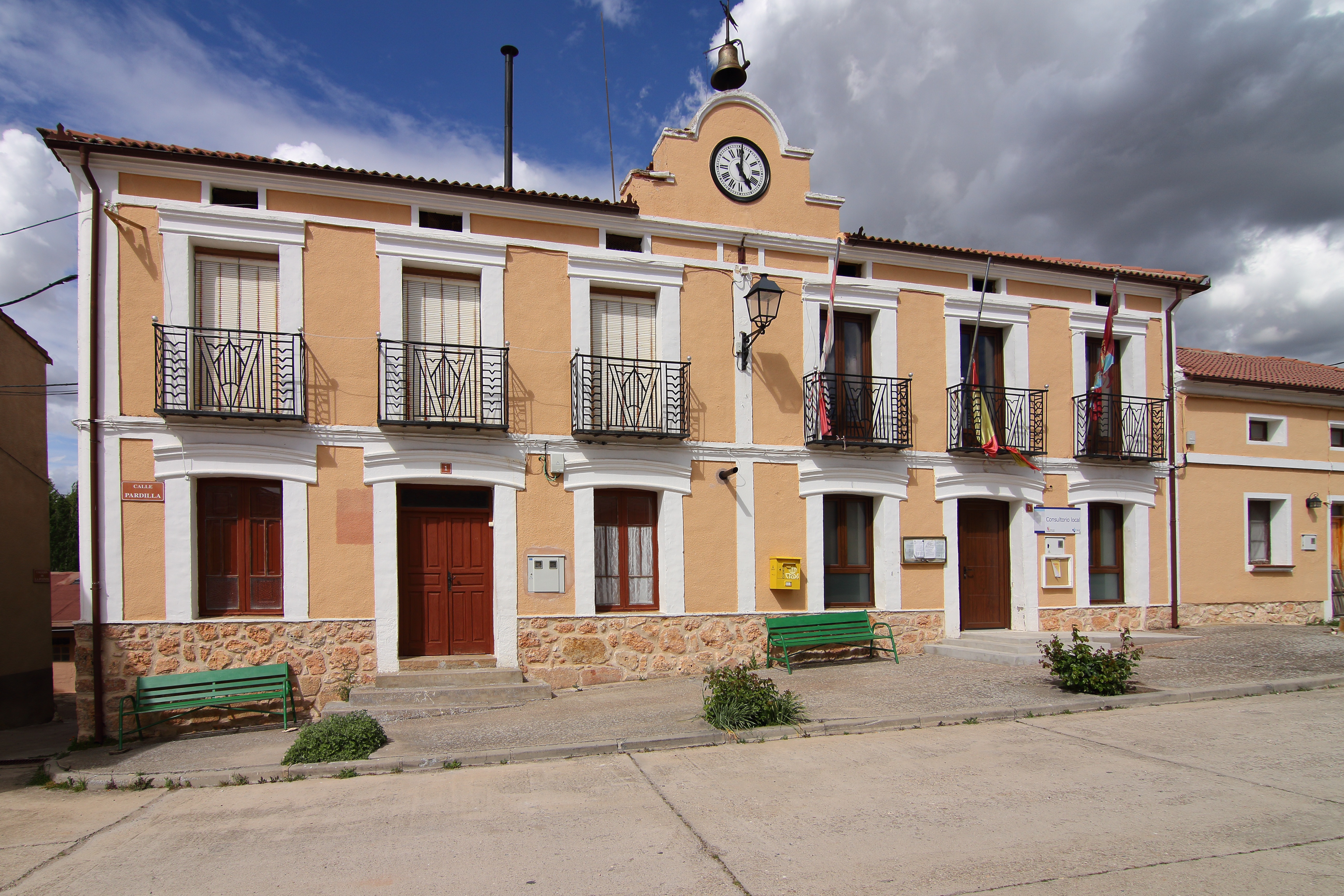
Rathaus

- Cäcilienkirche
- Rathaus